# Kościół Matki Boskiej Szkaplerznej w Imielinie
Kościół Matki Boskiej Szkaplerznej – rzymskokatolicki kościół parafialny w Imielinie, należący do dekanatu Lędziny archidiecezji katowickiej.

## Historia

### Do wybuchu  II wojny światowej
Do końca XVIII wieku obszar Imielina przynależał do parafii w Lędzinach. W 1801 dekretem władz pruskich Imielin wraz z przysiółkami Wioskowie i Opuszczona Piecha został przyłączony do parafii w Chełmie (obecnie Chełm Śląski). 
W 1911 dekretem biskupa wrocławskiego kardynała Jerzego Koppa w Imielinie ustanowiona została lokalia (placówka duszpasterska częściowo zależna od parafii macierzystej). Na początku XX wieku rozpoczęto starania o powołanie w Imielinie samodzielnej parafii oraz o budowę kościoła. Niezbędne pozwolenia uzyskano w 1902 (od władz duchownych) i w 1904 (od władz państwowych). Projekt kościoła opracował architekt Koziczyński, nie został on jednak zaakceptowany przez Radę Parafialną w Chełmie. Głównym powodem było stanowisko rady, że kościół filialny nie może być większy od kościoła macierzystego. Kolejny, zaakceptowany już projekt wykonał architekt Max Giemsa z Katowic. Na budowę kościoła uzbierano 40 tys. marek, w tym ponad 10 tys. uzbierali mieszkańcy Imielina. Za 13,5 tys. marek zakupiono teren na którym miał zostać wybudowany kościół, znajdujący się pomiędzy szkołą a dawnym folwarkiem imielińskim.
Budowę rozpoczęto 29 czerwca 1909 uroczystą mszą św. w Chełmie oraz poświęceniem miejsca budowy. 18 lipca tego samego roku poświęcono kamień węgielny, po czym rozpoczęto budowę fundamentów i ścian. Prace nadzorował budowniczy Antoni Chrostek z Imielina. Do końca 1909 wymurowano ściany do poziomu okien. Prace wznowiono wiosną 1911, po przerwie spowodowanej m.in. malwersacjami finansowymi przy budowie, co skutkowało wycofaniem poparcia proboszcza dla komitetu budowy oraz rozwiązaniem umowy z Antonim Chrostkiem. W 1911 dokończono budowę murów i położono posadzki. W 1912 wykonano dach oraz przeprowadzono prace wykończeniowe.
29 września 1912, budynek poświęcił ks. Jan Kapica, dziekan dekanatu mikołowskiego..
Parafię w Imielinie powołano dopiero w 1925. Na opóźnienie w rozpatrzeniu wniosku wpłynęła między innymi sytuacja polityczna na Śląsku (I wojna światowa, powstania śląskie, plebiscyt). Pierwszym proboszczem został ks. Maksymilian Elsner.
Nieduży kościół szybko stał się za mały dla powiększającej się parafii. Po wizytacji kościoła w 1932 biskup Stanisław Adamski zalecił jego rozbudowę lub dążenie do budowy nowego. 12 kwietnia 1936 powołany został Komitet Rozbudowy Kościoła, a już w 1938 zatwierdzono projekt rozbudowy kościoła. Plany przerwał wybuch II wojny światowej.

### Po 1939 roku
W 1943 wichura spowodowała zawalenie się sygnaturki, w 1945 na skutek działań wojennych uszkodzony został dach, jeden z filarów oraz prawie wszystkie okna). W 1947 architekt Jan Kapołka opracował kolejny projekt rozbudowy kościoła, który został zatwierdzony do realizacji w 1948, z zaleceniem przełożenia budowy wieży na czas późniejszy. Prace budowlane trwały od 1948 do 1953. W trakcie rozbudowy nie naruszano istniejącego starego kościoła, tak, że można było w nim odprawiać bez przeszkód nabożeństwa. Później w części frontowej starego kościoła wybito duży otwór łączący obie części, a następnie całkowicie rozebrano ścianę dzielącą obie części.
Rozbudowany, (nieukończony) kościół poświęcono 21 marca 1953. Termin poświęcenia został przyspieszony nie tylko ze powodu braku miejsca dla wiernych w starym kościele, ale również ze względu na informację dostarczoną biskupowi, o planowanym przejęciu rozbudowanej części kościoła przez Skarb Państwa  i przeznaczeniu jej na magazyny. 
W latach 1958–1960 nadbudowano wieżę zgodnie z projektem z 1947.
3 grudnia 1973 silny wiatr zerwał częściowo pokrycie dachu kościoła, które to wydarzenie dało impuls do rozpoczęcia remontu generalnego dachu (zakończonego w 1976).

## Architektura i wyposażenie
Świątynia jest budowlą orientowaną, wybudowaną z bloków dolomitu śląskiego w stylu neogotyckim nawiązującym do gotyku wiślanego. Trójnawowy z wieżą od zachodu, zwieńczoną dachem wieżowym. Fasada 1-osiowa, symetryczna ozdobiona jest licznymi pinaklami. We wnętrzu świątyni znajdują się bardzo dobrej jakości organy. Ołtarz został wykonany przez profesora Adama Lisika, natomiast witraże zostały zaprojektowane przez Wiktora Ostrzołka.

## Plebania
Pierwotnie mieściła się w drewnianym budynku tzw. dworku biskupim. Budowę nowej rozpoczęto w 1925 i po trzech latach oddano do użytkowania. W czasie II wojny światowej trafił w nią pocisk, co spowodowało pożar i zniszczenie archiwum parafialnego. Plebanię odbudowywano etapami do 1954. 

## Otoczenie
- W 1914 w sąsiedztwie kościoła założono cmentarz z kostnicą[20]. Przy kostnicy w 1985 postawiono dzwonnicę według projektu architekta Leszka Nawrockiego[21]. W 1957 teren cmentarza powiększono o 0.78 ha[22].
- Teren kościoła otoczony jest murem wykonanym w latach 70. XX wieku. W latach 1980–1984 wykonane zostało ogrodzenie od strony ulicy. Na słupach umieszczono figury św. Jana Chrzciciela, św. Stanisława i św. Jana Nepomucena, a te które znajdowały się tam wcześniej (św. Franciszek i św. Antoni) przeniesiono do nisz w ścianach naw bocznych[23]. Figura św. Jana Nepomucena znajdowała się wcześniej w kapliczce na tzw. Stoku (nieistniejąca). W 1939 ówczesny proboszcz przeniósł ją do plebanii, aby ocalić przed zniszczeniem, a w latach 80. XX wieku umieszczono ją na ogrodzeniu kościoła.
- W 1975 obok kościoła wybudowano horyzontalny zegar słoneczny według projektu Tadeusza Przypkowskiego[24].
- W 1977 powstała na terenie kościelnym grota Matki Bożej z Lourdes. Autorem projektu jest architekt Wiktor Ostrzołek. W 1999 zbudowano kaplicę pogrzebową (arch. Marek Gierlotka 1953–2016)[25].